# Honoré Gabriel Riqueti de Mirabeau
Honoré Gabriel Riqueti de Mirabeau (také Riquetti, 9. března 1749, Le Bignon-Mirabeau – 2. dubna 1791, Paříž) byl francouzský politik, spisovatel a novinář, vůdčí osobnost rané fáze Velké francouzské revoluce.

## Časný život
Honoré Gabriel Riqueti, hrabě de Mirabeau se narodil 9. března 1749 v Le Bignonu do bohaté aristokratické rodiny. Jeho otec byl Victor de Riqueti, markýz de Mirabeau a matka Marie Geneviève de Vassan. Po krátké důstojnické kariéře se mladý Riqueti průběžné dostával do velkých skandálů a následně do různých vězení Francie. Vybudoval si tím špatnou reputaci u šlechty. Kritizoval krále Ludvíka XVI. a francouzský absolutismus ve svých úspěšných dílech (Pojednání o despotismu, Pojednání o lettres de cachet a o státních vězeních, Úvahy o řádu Cincinnati aj.). Byl talentovaným řečníkem. Již před revolucí měl na své straně pařížský lid.

## Revoluce
Ve volbách do generálních stavů roku 1789 Gabriela Riquieti šlechta odmítla, a tak úspěšně kandidoval za třetí stav. Patřil k nejdůležitějším osobám klubu jakobínů a celé první fázi revoluce. Byl příznivcem konstituční monarchie podle vzoru Velké Británie. Zrušení feudalismu 4. srpna 1789 zásadně nepodporoval. Soustředil se na sestavení základů ústavní monarchie, konkrétně na vládní orgán. Marně se snažil získat podporu v Národním shromáždění i u krále Ludvíka XVI. V březnu 1791 byl zvolen předsedou Národního shromáždění.
Mirabeau zemřel na zánět osrdečníku 2. dubna 1791. Měl jako první slavnostní pohřeb v Pantheonu. Avšak v roce 1792 ho jakobíni prohlásili za zrádce revoluce. Odhalilo se, že bral úplatky od královského dvora (tato informace je mezi historiky velice sporná). Roku 1794 byly jeho pozůstatky nahrazeny pozůstatky Jeana Paula Marata.

## Novinářská činnost
Ještě před pádem cenzury 1789 založil Journal des États Généreux. Kde se podle svých slov snažil o „Boj za ústavu, svobodu, vlast a pravdu“. List byl však zakázán.

## Odkazy

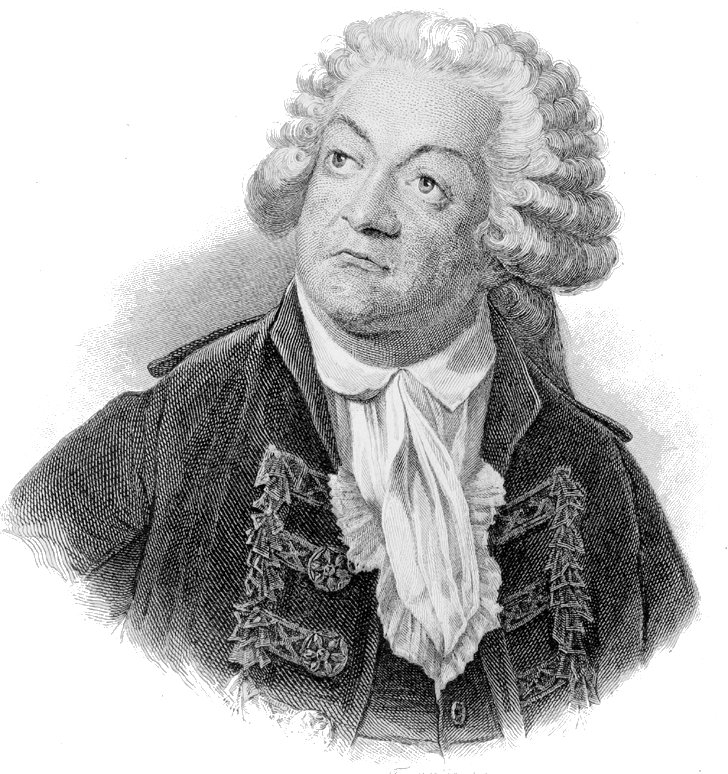
Portrét hraběte a markýze Mirabeau

## Dílo
- Listy ze žaláře (Lettres à Sophie) (1916) Dostupné online